# キヤノン F-1
キヤノン F-1は、1971年3月から、小改良機のF-1改（F-1N）が登場する1976年まで生産されていたキヤノンのマニュアルフォーカス一眼レフカメラである。本項ではF-1改（F-1N）についても扱う。

## 概要
F-1は撮影条件に応じてさまざまなアクセサリーに対応したキヤノン初のプロ用一眼レフカメラシステムである。F-1では新たにFDレンズマウントが採用されたが、開放測光には対応していないものの、従来のFLレンズマウントとの互換性を保つ。
1972年には、視野像をいつでも途切れることなく見ることを可能にすべく、固定ペリクルミラーを搭載し、毎秒9コマの超高速連写性能を持つF-1高速モータードライブカメラが開発され、その連写性能は、同年開催されたミュンヘンオリンピックにおいて成果を収めた。
1976年には、モントリオールオリンピックの公式カメラに認定されたのを記念し、同大会のシンボルマークが刻印された特別モデルが発売され、同様に、1980年にもレークプラシッド冬季オリンピックを記念した特別モデルが発売された。

## F-1改（F-1N）
1976年には、「F-1改(F-1N)」と呼ばれる部分改良機を発売した。改良点は下記のほか、全13項目に及ぶ。
- 標準フォーカシングスクリーンをAスタイル（マイクロプリズム）からEスタイル（スプリットイメージ）へ変更
- 巻き上げレバーのオフセットを15度から30度に変更
- 巻き上げ角度を180度から139度に変更
- 最高ISO感度を2000から3200へ拡大
- 巻き上げレバーにプラスチック製チップを追加

フォーカシングスクリーンは4種から9種に増えた。また、1980年には、従来のフォーカシングスクリーンより明るいLタイプのレーザーマットフォーカシングスクリーンも投入された。